# Liste der Baudenkmäler in Oberreichenbach (Mittelfranken)
Auf dieser Seite sind die Baudenkmäler in der mittelfränkischen Gemeinde Oberreichenbach zusammengestellt. Diese Tabelle ist eine Teilliste der Liste der Baudenkmäler in Bayern. Grundlage ist die Bayerische Denkmalliste, die auf Basis des Bayerischen Denkmalschutzgesetzes vom 1. Oktober 1973 erstmals erstellt wurde und seither durch das Bayerische Landesamt für Denkmalpflege geführt wird. Die folgenden Angaben ersetzen nicht die rechtsverbindliche Auskunft der Denkmalschutzbehörde.

## Baudenkmäler
| Lage                             | Objekt                                           | Beschreibung | Akten-Nr.    | Bild           |
| -------------------------------- | ------------------------------------------------ | --- | ------------ | -------------- |
| Emskirchener Straße 2 (Standort) | Gasthaus Freyung                                 | Zweigeschossiger Satteldachbau mit Fachwerk, 18. Jahrhundert | D-5-72-147-9 | weitere Bilder |
| Hauptstraße 18 (Standort)        | Brauerei Geyer                                   | zweigeschossiger Walmdachbau mit Fachwerk, 18./19. Jahrhundert | D-5-72-147-5 | weitere Bilder |
| Hauptstraße 24 (Standort)        | Ehemaliges Schulhaus                             | Zweigeschossiger Sandsteinquaderbau mit Walmdach, spätklassizistisch, um 1860 | D-5-72-147-6 | weitere Bilder |
| Hauptstraße 24 (Standort)        | Evangelisch-lutherische Filialkirche St. Egidien | mittelalterliche Chorturmanlage, Sandsteinquaderbau, Langhaus mit Walmdach und Turm mit Spitzhelm, Turm im Unterbau 15. Jahrhundert, Turmoberbau und Langhaus um 1740; mit Ausstattung | D-5-72-147-1 | weitere Bilder |
| Hauptstraße 24 (Standort)        | Friedhofsmauer                                   | Mauerwerk mit Grabsteinen, 18. Jahrhundert | D-5-72-147-1 | weitere Bilder |
| Schwalbengasse 12 (Standort)     | Kleinhaus                                        | Eingeschossiger Satteldachbau mit Fachwerkgiebel, Erste Hälfte 19. Jahrhundert | D-5-72-147-7 | weitere Bilder |

## Ehemalige Baudenkmäler
In diesem Abschnitt sind Objekte aufgeführt, die früher einmal in der Denkmalliste eingetragen waren, jetzt aber nicht mehr. Objekte, die in anderem Zusammenhang also z. B. als Teil eines Baudenkmals weiter eingetragen sind, sollen hier nicht aufgeführt werden. Aktennummern in diesem Abschnitt sind ehemalige, jetzt nicht mehr gültige Aktennummern.

| Lage                      | Objekt   | Beschreibung                                                                               | Akten-Nr.    | Bild           |
| ------------------------- | -------- | ------------------------------------------------------------------------------------------ | ------------ | -------------- |
| Hauptstraße 17 (Standort) | Wohnhaus | Ein- und zweigeschossiger giebelständiger massiver Frackdachbau, mittleres 19. Jahrhundert | D-5-72-147-4 | weitere Bilder |

## Abgegangene Baudenkmäler
In diesem Abschnitt sind Objekte aufgeführt, die früher einmal in der Denkmalliste eingetragen waren, jetzt aber nicht mehr existieren, z. B. weil sie abgebrochen wurden. Aktennummern in diesem Abschnitt sind ehemalige, jetzt nicht mehr gültige Aktennummern.

| Lage                  | Objekt        | Beschreibung              | Akten-Nr.    | Bild |
| --------------------- | ------------- | ------------------------- | ------------ | ---- |
| Weisendorfer Straße 4 | Frackdachhaus | Mittleres 19. Jahrhundert | D-5-72-147-8 | BW   |